# Matt Hedges
Matt Hedges (Rochester, New York, 1 de abril de 1990) é um futebolista profissional estadunidense que atua como defensor.

## Carreira
Matt Hedges integrou a Seleção Estadunidense de Futebol na Copa Ouro da CONCACAF de 2017.

## Títulos
Seleção Estadunidense
- Copa Ouro da CONCACAF de 2017